# Malmö Dockteater
Malmö Dockteater är en dockteater som är bildad 2015. Detta är en av få dockteatrar som inte riktar sig till barn utan till en vuxen publik. Dockteatern bildades av regissören och skådespelaren Erik Holmström. En del föreställningar är inte lämpliga för barn, då de mer liknar skräckfilmer.